# Marco Giovannetti
Marco Giovannetti (Milano, 4 aprile 1962) è un ex ciclista su strada italiano.
Nel 1984 fu campione olimpico nella cronometro a squadre; professionista dal 1985 al 1994, vinse la Vuelta a España 1990.

## Carriera
Lombardo di nascita (i genitori si erano trasferiti lì da poco) ma toscano di origini e residenza, crebbe ciclisticamente nella Montecarlo Ciclismo di Lucca. Nelle categorie minori colse buoni risultati e vinse la medaglia d'oro ai Giochi olimpici di Los Angeles 1984 nella cronometro a squadre con Marcello Bartalini, Eros Poli e Claudio Vandelli, successo che lo portò al passaggio al professionismo l'anno seguente.
Fra i professionisti colse non molte ma prestigiose vittorie. Nel 1990 s'impose, entrando in una fuga vantaggiosa sul Puerto de las Palomas nella tappa di Ubrique, con classe e fondo alla Vuelta a España, che lo vide alla fine prevalere, e in ogni tipo di terreno, sul favoritissimo -Pedro Delgado-  resistendo al ritorno anche di altri avversari ; vinse la corsa a tappe iberica senza alcun successo di tappa. Nello stesso anno si piazzava terzo al Giro d'Italia, dietro a Gianni Bugno e Charly Mottet.
Al Giro d'Italia era giunto ottavo, vestendo  la maglia bianca di miglior giovane, nel 1986; ancora: sesto nel 1987 e nel 1988; ancora ottavo nel 1989 e nel 1991 e quarto nel 1992, anno in cui coronò la sua partecipazione con una vittoria di tappa.
Di rilievo la conquista della maglia tricolore nel 1992, quando colse l'attimo mentre i più attesi protagonisti si marcavano strettamente a vicenda. Vestì per quattro volte la maglia azzurra ai mondiali su strada, e nel 1991 riuscì a concludere nella stessa stagione i tre "Grandi giri" (ottavo al Giro d'Italia, diciottesimo alla Vuelta a España e trentesimo al Tour de France).
Si ritirò dal ciclismo agonistico nel 1994.

## Palmarès
- 1982 (dilettanti)

Giro del Casentino
Gran Premio Industria del Cuoio e delle Pelli
- 1983 (U.C. Seanese - dilettanti)

Coppa Mobilio Ponsacco
- 1984 (U.C. Seanese - dilettanti)

Giro del Casentino
Gran Premio Ezio Del Rosso
Giochi della XXIII Olimpiade, Cronometro a squadre
- 1987

6ª tappa Tour de Suisse (Brügg > Täsch)
3ª prova Trofeo dello Scalatore
4ª prova Trofeo dello Scalatore
- 1990

Classifica generale Vuelta a España
- 1992

18ª tappa Giro d'Italia (Vercelli > Pian del Re)
Campionati italiani, Prova in linea

### Altri successi
- 1986

Classifica giovani Giro d'Italia
- 1992

2ª tappa, 2ª semitappa Vuelta a España (Cronosquadre, Arcos de la Frontera > Jerez de la Frontera)

## Piazzamenti

### Grandi Giri
- Giro d'Italia

1985: 14º
1986: 8º
1987: 6º
1988: 6º
1989: 8º
1990: 3º
1991: 8º
1992: 4º
1993: 28º
1994: ritirato (16ª tappa)
- Tour de France

1986: ritirato (12ª tappa)
1990: ritirato (5ª tappa)
1991: 30º
- Vuelta a España

1989: 26º
1990: vincitore
1991: 18º
1992: 4º
1993: non partito (17ª tappa)

### Classiche monumento
- Milano-Sanremo

1986: 120º
1987: 64º
1991: 46º
1992: 87º
1993: 74º
- Liegi-Bastogne-Liegi

1986: 39º
1991: 83º
1994: 60º
- Giro di Lombardia

1993: 23º

### Competizioni mondiali
- Campionati del mondo

Utsunomiya 1990 - In linea: ritirato
Stoccarda 1991 - In linea: 46º
Benidorm 1992 - In linea: ritirato
Oslo 1993 - In linea: 11º
- Giochi olimpici

Los Angeles 1984 - Cronometro a squadre: vincitore